# The Discovery (film)
Pour les articles homonymes, voir The Discovery.
Pour plus de détails, voir Fiche technique et Distribution.
The Discovery ou La découverte (au Québec) est un film de science-fiction romantique américano-britannique coécrit et réalisé par Charlie McDowell, et sorti en janvier 2017 au Festival du film de Sundance.

## Synopsis
Thomas Harbor est un scientifique qui travaille d'une façon indépendante sur la connaissance du cerveau et de la conscience. Il fait une découverte cruciale qu'il rend publique : il a trouvé d'une façon indubitable qu'à la mort d'un être humain, sa conscience continue d'exister en dehors du corps et survit dans un autre monde. Convaincues qu'une vie plus heureuse les attend après leur mort, des millions de personnes optent pour le suicide. Déstabilisé par cette situation, le professeur Harbor  décide de continuer ses recherches en secret dans un château sur une île en compagnie d'une trentaine de fidèles.
Son fils Will, plutôt opposé aux recherches de son père, le rejoint en compagnie d'Isla, une jeune femme mystérieuse rencontrée par hasard et dont il tombe amoureux. Le conflit entre le père et le fils est alimenté par leur histoire familiale qui n'est pas étrangère aux motivations scientifiques du père. Peu à peu, Isla perturbe les certitudes de Will et le thème d'une vie revécue s’immisce dans leur relation.

## Fiche technique
- Titre original : The Discovery
- Titre québécois : La découverte
- Réalisation : Charlie McDowell
- Scénario : Justin Lader et Charlie McDowell
- Photographie : Sturla Brandth Grøvlen
- Montage : Jennifer Lilly
- Musique : Danny Bensi et Saunder Jurriaans
- Production : Alex Orlovsky et James D. Stern
- Sociétés de production : Endgame Entertainment et Protagonist Pictures
- Société de distribution : Netflix
- Pays de production : États-Unis / Royaume-Uni
- Langue originale : anglais
- Format : couleur
- Genre : science-fiction
- Durée : 110 minutes
- Dates de sortie : 
  - États-Unis : 20 janvier 2017 (Festival du film de Sundance)
  - États-Unis, France : 31 mars 2017 (en VOD)

## Distribution

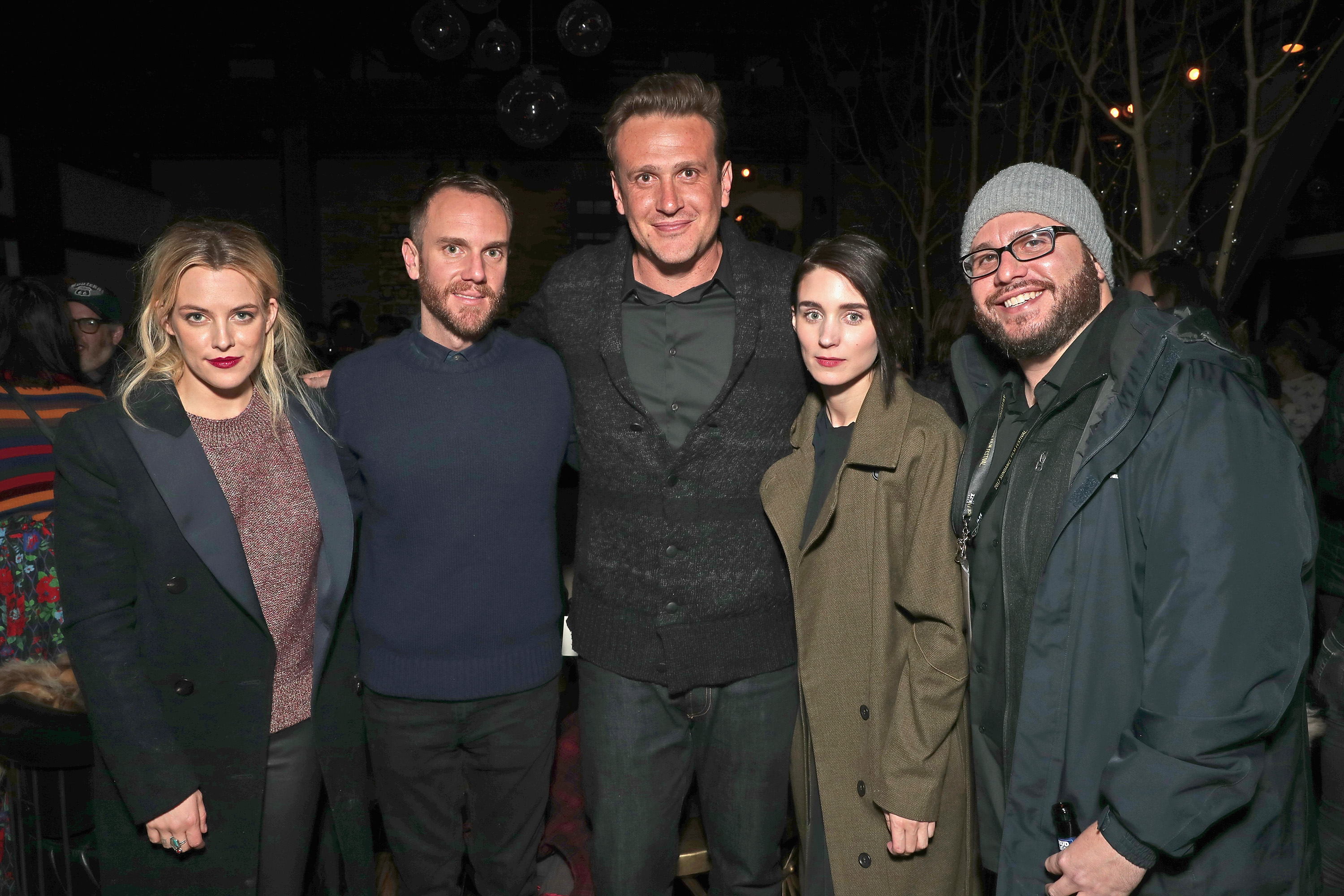
Riley Keough, le réalisateur Charlie McDowell, Jason Segel, Rooney Mara et le co-scénariste Justin Lader pour la première du film au Festival de Sundance 2017.

- Jason Segel (VF : Jérôme Rebbot) : Will
- Rooney Mara (VF : Jessica Monceau) : Isla
- Riley Keough (VF : Sophie Frison) : Lacey
- Jesse Plemons (VF : Thierry Janssen): Toby
- Robert Redford (VF : Patrick Bethune) : Thomas Harbor
- Ron Canada (VF : Patrick Descamps): Cooper